# Ямашинское сельское поселение
Ямашинское се́льское поселе́ние — муниципальное образование в Альметьевском районе Татарстана Российской Федерации.
Административный центр — село Ямаши.

## История
Статус и границы сельского поселения установлены Законом Республики Татарстан от 31 января 2005 года № 9-ЗРТ «Об установлении границ территорий и статусе муниципального образования "Альметьевский муниципальный район" и муниципальных образований в его составе».

## Население
| 2010 | 2011 | 2012 | 2013 | 2014 | 2015 | 2016 |
| ---- | ---- | ---- | ---- | ---- | ---- | ---- |
| 896  | →896 | ↘894 | ↘872 | ↘860 | ↘836 | ↗838 |
| 2017 | 2018 |      |      |      |      |      |
| ↘829 | ↘820 |      |      |      |      |      |

## Состав сельского поселения
| № | Населённый пункт | Тип населённого пункта       | Население |
| - | ---------------- | ---------------------------- | --------- |
| 1 | Красная Горка    | деревня                      |           |
| 2 | Рокашево         | село                         |           |
| 3 | Ямаши            | село, административный центр |           |